# Tomasz Ćwiąkała
Tomasz Ćwiąkała (ur. 1989 w Krośnie) – polski dziennikarz i komentator sportowy oraz youtuber. Były dziennikarz Canal + Sport oraz prowadzący kanału sportowego na YouTube sygnowanego swoim imieniem.

## Życiorys
Ćwiąkała rozpoczął karierę dziennikarską publikując artykuły na portalach iGol.pl oraz Futbolnet.pl. W 2010 roku objął stanowisko redaktora naczelnego portalu Weszlo gdzie pracował do 2016 roku.
Od września 2015 do grudnia 2018 roku związany był z telewizją Eleven Sports, gdzie najczęściej relacjonował spotkania hiszpańskiej La Ligi.
W 2018 roku zakończył współpracę z Eleven Sports i przeszedł do Canal+ Sport, gdzie komentował rozgrywki Ligi Mistrzów UEFA i hiszpańską La Ligę. Równocześnie współpracował z "Przeglądem Sportowym" jako felietonista.
Znany jest również z cyklu wywiadów "The Legends" tworzonym dla Canal+, w którym rozmawia z byłymi gwiazdami futbolu, m.in. Tonym Adamsem, Hernánem Crespem, Claude'em Makélélé i Marco van Bastenem. Przeprowadzał również wywiad z Robertem Lewandowskim w programie Canal+ 1:1.
Tomasz Ćwiąkała aktywnie udziela się na platformach społecznościowych, takich jak Instagram, X (dawniej Twitter) oraz YouTube. Gościnnie występuje również w programie Onet ,,Misja Futbol".
Mówi biegle w języku polskim, hiszpańskim, angielskim, portugalskim oraz włoskim. Ukończył studia na kierunku filologia portugalska na Uniwersytecie Jagiellońskim.
W marcu 2025 roku zapowiedział, że po zakończeniu sezonu 2024/25 odchodzi z Canal+ Sport, aby skupić się na rozwoju swojego kanału YouTube.